# مرزسه
مرزسه (به لاتین: Marzəsə) یک منطقه مسکونی در جمهوری آذربایجان است که در شهرستان آستارا واقع شده‌است. مرزسه ۴۴۹ نفر جمعیت دارد. دهیاری مرزسه شامل روستاهای مرزسه، سیهه‌کران، بیوو و بیلی است.

## ریشه واژه
مرزسه از دو واژه تالشی مرز و سه یا سر تشکیل شده‌است و معنای کلی آن به‌صورت سر مرز یا سر نقطه مرزی یا سر مرز جایی که چمن می‌روید است.